# Struthanthus marginatus
Struthanthus marginatus là một loài thực vật có hoa trong họ Loranthaceae. Loài này được Blume miêu tả khoa học đầu tiên năm 1830.